# Fonction régulière non analytique
En mathématiques, les fonctions régulières (i.e. les fonctions indéfiniment dérivables) et les fonctions analytiques sont deux types courants et d'importance parmi les fonctions. Si on peut prouver que toute fonction analytique réelle est régulière, la réciproque est fausse.
Une des applications des fonctions régulières à support compact est la construction de fonctions régularisantes, qui sont utilisées dans la théorie des fonctions généralisées, telle la théorie des distributions de Laurent Schwartz.
L'existence de fonctions régulières mais non analytiques représente la différence entre la géométrie différentielle et la géométrie analytique. En termes topologiques, on peut définir cette différence ainsi : le préfaisceau des fonctions différentiables sur une variété différentiable est fin, contrairement au cas analytique.
Les fonctions présentées dans cet article sont généralement utilisées pour construire des partitions de l’unité sur des variétés différentiables.

## Fonction régulière et non analytique en un point

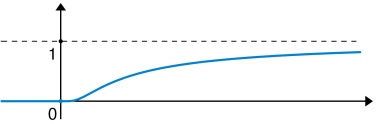
Tracé de la fonction f étudiée dans cette section.

On considère la fonction sur la droite réelle :
{\displaystyle f(x)={\begin{cases}\exp(-1/x)&{\text{ si }}x>0,\\0&{\text{ si }}x\leq 0,\end{cases}}}
La fonction est régulière
Les fonctions dérivées de tout ordre de f sont continues sur la droite réelle, avec :
{\displaystyle f^{(n)}(x)={\begin{cases}\displaystyle {\frac {p_{n}(x)}{x^{2n}}}\,f(x)&{\text{ si }}x>0,\\0&{\text{ si }}x\leq 0,\end{cases}}}
où pn(x) est un polynôme de degré n − 1 défini par la suite p1(x) = 1 et
{\displaystyle p_{n+1}(x)=x^{2}p_{n}'(x)-(2nx-1)p_{n}(x),\qquad n\in \mathbb {N} .}
La fonction n'est pas analytique
La fonction f est donc indéfiniment dérivable en 0, et les valeurs de ses dérivées successives en 0 sont toutes nulles. Ainsi, le développement en série de Taylor de f converge en tout point vers la fonction nulle :
{\displaystyle \sum _{n=0}^{\infty }{\frac {f^{(n)}(0)}{n!}}x^{n}=\sum _{n=0}^{\infty }{\frac {0}{n!}}x^{n}=0,\qquad x\in \mathbb {R} ,}
et le développement en série de f(x) ne converge pas vers f(x) pour x > 0. Ainsi, f n'est pas analytique en 0.
Étude sur le plan complexe
Cette pathologie n'apparait pas dans l'étude de la fonction dans le cadre de l'analyse complexe ; en effet, toutes les fonctions holomorphes sont analytiques.
On remarque que si f a des dérivées de tous ordres sur la droite réelle, le prolongement analytique de f sur la demi-droite positive x > 0 au plan complexe, défini par
{\displaystyle \mathbb {C} \setminus \{0\}\ni z\mapsto \exp(-1/z)\in \mathbb {C} ,}
a une singularité essentielle à l'origine, et n'y est donc pas continu, encore moins analytique. Par le grand théorème de Picard, il atteint toute valeur complexe (à l'exception de 0) infiniment souvent dans tout voisinage de l'origine.

## Fonction régulière et non analytique sur toute la droite réelle

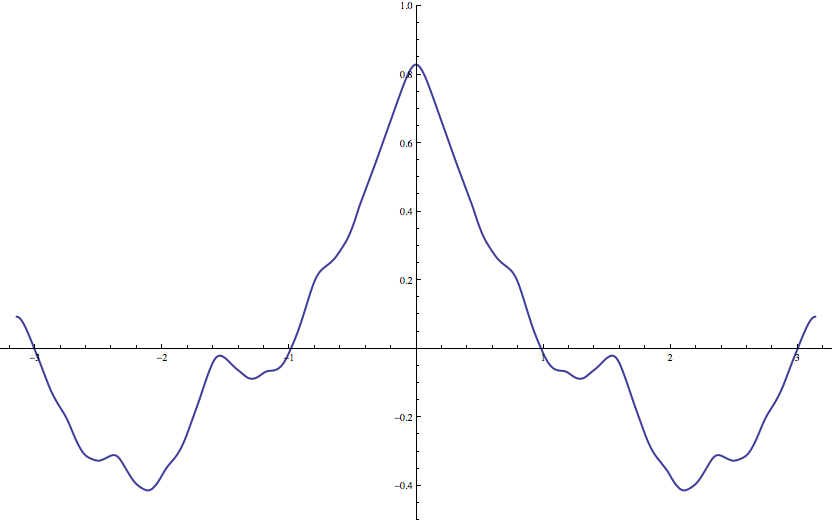
Approximation de la fonction régulière partout, analytique nulle part de cette section. La série a été calculée pour k=2^{0} à 2^{500}.

On peut construire une fonction continue et dérivable partout mais analytique nulle part au moyen d'une série de Fourier. On pose :
{\displaystyle F(x):=\sum _{k=0}^{+\infty }\mathrm {e} ^{-{\sqrt {2^{k}}}}\cos(2^{k}x)\ .}
Puisque la série {\displaystyle \sum \mathrm {e} ^{-{\sqrt {2^{k}}}}2^{kn}} converge pour tout n ∈ N, la fonction peut être aisément montrée comme étant de classe C∞, par convergence normale, et le théorème de la limite sous le signe dérivé. De plus, pour tout rationnel dyadique multiple de π, on a, pour tout x := pπ⁄2q avec p, q ∈ N et tout ordre de dérivation sous la forme 2n, n ≥ 2, 2n > q, on a :
{\displaystyle F^{(2^{n})}(x):=\sum _{k\in \mathbb {N} }\mathrm {e} ^{-{\sqrt {2^{k}}}}2^{kn}\cos(2^{k}x)=\sum _{k\in \mathbb {N}  \atop 2^{k}>q}\mathrm {e} ^{-{\sqrt {2^{k}}}}2^{kn}+\sum _{k\in \mathbb {N}  \atop 2^{k}\leq q}\mathrm {e} ^{-{\sqrt {2^{k}}}}2^{kn}\cos(2^{k}x)\geq \mathrm {e} ^{-{\sqrt {n}}}n^{n}+O(q^{n})\quad (\mathrm {pour} \;n\to \infty )}
en utilisant le fait que cos(2kx) = 1 pour tout k tel que 2k > q. Par conséquent, pour tout  x ∈ R
{\displaystyle \limsup _{n\to \infty }\left({\frac {|F^{(n)}(x)|}{n!}}\right)^{1/n}=+\infty \,,}
et donc le rayon de convergence de la série de Fourier de F en x est nul par le théorème de Cauchy-Hadamard. Comme l'espace d'analyticité d'une fonction est un ouvert, et comme l'ensemble des rationnels dyadiques est dense, on peut en conclure que F n'est analytique en aucun point de la droite réelle.

## Fonctions de transition régulière
La fonction
{\displaystyle g(x)={\frac {f(x)}{f(x)+f(1-x)}},\qquad x\in \mathbb {R} ,}
a un dénominateur strictement positif sur toute la droite réelle, ainsi g est également régulière. Plus encore, g(x) = 0 pour x ≤ 0 et g(x) = 1 pour x ≥ 1, ainsi elle montre une transition régulière de 0 à 1 sur l'intervalle unité [0;1]. Par translation, on peut construire une transition sur l’intervalle [a,b] avec a < b en considérant la fonction
{\displaystyle \mathbb {R} \ni x\mapsto g\left({\frac {x-a}{b-a}}\right).}
En considérant un quadruplet réel a < b < c < d, la fonction régulière
{\displaystyle \mathbb {R} \ni x\mapsto g\left({\frac {x-a}{b-a}}\right)\,g\left({\frac {d-x}{d-c}}\right)}
vaut 1 sur l'intervalle [b,c] et s'annule en dehors de l’intervalle ouvert ]a,d[.

## Application aux séries entières
Pour toute suite α0, α1, α2, . . . de nombres réels ou complexes, on peut construire une fonction régulière F sur la droite réelle telle qu'elle prend les valeurs des suites à l'origine. En particulier, chaque suite de nombres peut devenir les coefficients de la série entière d'une fonction régulière. Ce résultat est connu sous le nom de lemme de Borel, d'après Émile Borel.
On reprend la fonction g définie au paragraphe précédent et on pose :
{\displaystyle h(x)=g(2+x)\,g(2-x),\qquad x\in \mathbb {R} .}
La fonction h est régulière, vaut 1 sur [−1,1] et est nulle hors de ]−2,2[. On définit la suite de fonctions, pour tout entier n :
{\displaystyle \psi _{n}(x)=x^{n}\,h(x),\qquad x\in \mathbb {R} ,}
Par construction, cette suite vérifie la propriété :
{\displaystyle \psi _{n}^{(k)}(0)={\begin{cases}n!&{\text{ si }}k=n,\\0&{\text{sinon,}}\end{cases}}\quad k,n\in \mathbb {N} _{0},}
et le théorème des bornes permet d'affirmer que ψn et ses dérivées sont bornées. Alors les constantes
{\displaystyle \lambda _{n}=\max \left\{1,|\alpha _{n}|,\|\psi _{n}\|_{\infty },\|\psi _{n}^{(1)}\|_{\infty },\ldots ,\|\psi _{n}^{(n)}\|_{\infty }\right\},\qquad n\in \mathbb {N} _{0},}
avec la norme uniforme de ψn et ses n premières dérivées, sont des nombres réels bien définis. On pose les fonctions créneaux
{\displaystyle f_{n}(x)={\frac {\alpha _{n}}{n!\,\lambda _{n}^{n}}}\psi _{n}(\lambda _{n}x),\qquad n\in \mathbb {N} _{0},\;x\in \mathbb {R} .}
Par dérivées successives,
{\displaystyle f_{n}^{(k)}(x)={\frac {\alpha _{n}}{n!\,\lambda _{n}^{n-k}}}\psi _{n}^{(k)}(\lambda _{n}x),\qquad k,n\in \mathbb {N} _{0},\;x\in \mathbb {R} ,}
dont on déduit
{\displaystyle f_{n}^{(k)}(0)={\begin{cases}\alpha _{n}&{\text{ si }}k=n,\\0&{\text{sinon,}}\end{cases}}\qquad k,n\in \mathbb {N} _{0}.}
Il reste à prouver que
{\displaystyle F(x)=\sum _{n=0}^{\infty }f_{n}(x),\qquad x\in \mathbb {R} ,}
est bien définie et peut être dérivée terme à terme infiniment. Pour cela, on remarque que pour tout k
{\displaystyle \sum _{n=0}^{\infty }\|f_{n}^{(k)}\|_{\infty }\leq \sum _{n=0}^{k+1}{\frac {|\alpha _{n}|}{n!\,\lambda _{n}^{n-k}}}\|\psi _{n}^{(k)}\|_{\infty }+\sum _{n=k+2}^{\infty }{\frac {1}{n!}}\underbrace {\frac {1}{\lambda _{n}^{n-k-2}}} _{\leq \,1}\underbrace {\frac {|\alpha _{n}|}{\lambda _{n}}} _{\leq \,1}\underbrace {\frac {\|\psi _{n}^{(k)}\|_{\infty }}{\lambda _{n}}} _{\leq \,1}<\infty ,}
où les différentes séries convergent par la règle de d'Alembert.

## Application aux dimensions supérieures
Pour tout rayon r > 0,
{\displaystyle \mathbb {R} ^{n}\ni x\mapsto \Psi _{r}(x)=f(r^{2}-\|x\|^{2})}

La fonction Ψ_{1}(x).

avec la norme euclidienne usuelle ||x||, définit une fonction régulière sur un espace euclidien de dimension n, de support inclus dans la boule de rayon r, mais on a ici {\displaystyle \Psi _{r}(0)>0}.